# Янош Недецей
Янош Недецей (угор. Nedeczey János) — депутат парламенту Угорщини (1892), міський голова Мукачева (1931–1933), почесний громадянин Мукачева з 1902 року.
Народився 23 жовтня 1852 року в Мукачеві в родині Ференца Недецея, який у 1864 році заснував Мукачівську ощадну касу. Помер у 1934 році.

## Освіта
Початкову освіту отримав вдома, гімназію закінчив в м. Сотмар. Юридичну освіту здобував у Пряшеві та Будапешті, після складення державних іспитів працював юристом у графа Шенборна-Бухгейма.
Ференц Недецей після банкрутства Мукачівської ощадної каси продав родовий будинок на нинішній вулиці Пушкіна в Мукачеві міській управі, що пообіцяла повернути його сім'ї Недецеї, якщо Янош після закінчення університету повернеться на службу в Мукачево.

## Діяльність
Повернувшись до Мукачева Янош Недецей працював керуючим справами виконавчого комітету, керував гуманітарними та культурними організаціями, торгівлею, промисловістю, організував на громадських засадах і з державною підтримкою інтернат для 80 гімназистів.
29 січня — 3 лютого 1892 року на виборах до Державних Зборів (парламенту) Угорщини був обраний депутатом від Березького комітату.
29 жовтня — 4 листопада 1896 року на виборах до Державних Зборів (парламенту) Угорщини був обраний депутатом від Березького комітату.
2 жовтня-9 жовтня 1901 року на виборах до Державних Зборів (парламенту) Угорщини був обраний депутатом від Березького комітату.
26 січня — 4 лютого 1905 року на виборах до Державних Зборів (парламенту) Угорщини був обраний депутатом від Березького комітату.
1934–1937  — обіймав посаду міського старости Мукачева.
З ініціативи Яноша Недецея була збудована Мукачівська тютюнова фабрика, засновано дитячий будинок на нинішній вулиці І. Франка, він вклав особисті кошти на будівництво Мукачівської педагогічної гімназії, Мукачівської торговельної академії (пізніше там розміщався Будинок офіцерів), якою керував шість років особисто, організував в Мукачеві Мукачівську угорську церковну школу, Мукачівський будинок для одиноких старих людей з безплатним харчуванням. В роки Першої світової війни за дорученням Міжнародного Червоного Хреста відкрив у місті польовий шпиталь, працював над організацією в місті електричного освітлення.
У 1902 році Яношу Недецею було присвоєно звання «Почесний громадянин міста Мукачева».
Коли в 1934 році Янош Недецеї помер, труна з тілом покійного була виставлена у великому залі ратуші, і він був похований на території костьолу римо-католицької церкви.
Вулиці, на якій жив Янош Недецей, присвоєно його ім'я.